# Mario Ulysses Vianna Dias
Mario Ulysses Vianna Dias (Rio de Janeiro, 26 de abril de 1914 – 2003) foi um biomédico, pesquisador e professor universitário brasileiro.
Comendador da Ordem Nacional do Mérito Científico, membro titular da Academia Brasileira de Ciências desde 1951, foi professor emérito da Universidade Federal do Rio de Janeiro.

## Biografia
Mario nasceu na cidade do Rio de Janeiro, em 1914. Era filho de Armando Soares Dias e Maria do Carmo Vianna Dias e tinha dois irmãos. Perdeu o pai muito cedo, em 1918 e a família então mudou-se para Petrópolis, onde estudou no Colégio S. Vicente de Paulo (hoje Museu Imperial). Inicialmente, seu interesse era em advocacia, mas depois de uma viagem a Ouro Preto com a tia, a pintora Regina Veiga, ele se interessou pela mineralogia e pelas ciências naturais.
Interessado em zoologia, Mario foi até a Biblioteca Municipal de Petrópolis, onde encontrou um livro de memórias do Instituto Oswaldo Cruz, onde leu sua biografia e se encantou pelo instituto em Manguinhos. A única maneira, na época, de seguir carreira em zoologia ou biologia era através da formação em medicina. Assim, Mario ingressou no curso de medicina em 1931, onde dois de seus primos já haviam estudado.
O curso foi uma decepção para Mario, que tinha outros interesses. Estudou histologia e sistema nervoso, onde fez cursos de extensão. Passou então a se interessar por fisiologia, chegando a assistir algumas aulas na faculdade de veterinária. Desanimado com as aulas que assistiu, Mario desistiu logo em seguida. Em seguida, com outro professor, Miguel Osório de Almeida, Mario fez um curso sobre tônus neuromuscular, que foi definitivo em sua carreira.
Em 1933 não havia pesquisa científica sendo conduzida na faculdade de medicina e muitos professores conduziam pesquisas privadas em laboratórios particulares. A pesquisa científica começa com a chegada de Carlos Chagas, em 1937. Como Mario estava inclinado para a área da pesquisa desde o terceiro ano, a possibilidade de trabalhar com ciência estava em Manguinhos. Também fez cursos de especialização e extensão no Museu Nacional.

## Carreira
Mario começou a estagiar na divisão de fisiologia do instituto em Manguinhos com Miguel Osório, onde trabalhava com um tipo de convulsão experimental em rã. Ao mesmo tempo em que trabalhava em Manguinhos, por influência de um tio que era psiquiatra, Mario começou a frequentar o Instituto de Psiquiatria, de onde se tornou interno, mas Mario não gostava do contato com os pacientes e nem do ambiente hospitalar.
Precisando de dinheiro para poder se casar, Mario interrompeu o curso de medicina e aceitou um emprego para Comissão Técnica de Piscicultura do Nordeste, com Rodolpho von Ihering, onde ficou de março de 1935 a fevereiro de 1937. De volta ao Rio de Janeiro em março do mesmo ano, Mario se formou em 1937, mas perdeu um ano. Já graduado, voltou a trabalhar em Manguinhos em 1938, retomando suas pesquisas de onde tinha parado, até 1971, quando se aposentou. Mario só passou a integrar o quadro permanente de pesquisadores da instituição em 1945, ao se aprovado em concurso público, mas até então permaneceu sem remuneração, trabalhando com bicos de professor primário.
Já formado, foi nomeado assistente da cátedra de fisiologia da Faculdade Nacional de Medicina da Universidade do Brasil, hoje a Universidade Federal do Rio de Janeiro. Além da pesquisa, Mario foi professor de fisiologia da Escola de Medicina e Cirurgia do Rio de Janeiro (1946-1984), livre-docente junto à cátedra de fisiologia da Faculdade Nacional de Medicina (1951), quando apresentou a tese “Estudo experimental do córtex cerebral 'motor' da preguiça e do tamanduá”, e professor de fisiologia da Faculdade Fluminense de Medicina, atual Universidade Federal Fluminense (1957-1990), onde também foi diretor do Instituto Biomédico (1968-1970), membro do Conselho de Ensino e Pesquisa (1969-1971 e 1975-1979) e chefe do Departamento de Fisiologia (1970-1972, 1975-1980 e 1983-1984).
Em 1971 foi afastado do IOC por motivos políticos, sendo transferido para a Divisão Nacional de Saúde Mental do Ministério da Saúde. Integrou a Sociedade de Fisiologia de Londres, a Organização Internacional de Pesquisas Cerebrais (IBRO), a Sociedade Brasileira de Fisiologia, a Sociedade de Biologia do Rio de Janeiro, a Academia Brasileira de Ciências e a Academia Internacional da História das Ciências.

## Morte
Mario morreu na cidade do Rio de Janeiro, em 2003, aos 89 anos.